# مارسيل نواك
مارسيل نُواك (10 يوليو 1934 في بينز) (بالإنجليزية: Marcel Nowak)‏ لاعب كرة قدم فرنسي معتزل كان يجيد اللعب في خط الدفاع . ساهم في احتلال نادي ليون المركز الثاني في بطولة كأس فرنسا موسم 1962-1963 .

## وصلات خارجية
- مارسيل نواك على موقع قاعدة بيانات كرة القدم.إي يو (الإنجليزية)
- مارسيل نواك على موقع عالم كرة القدم.نت (الإنجليزية)